# Heròdic (historiador)
Heròdic (en llatí Herodicus, en grec antic Ἡρόδικος) fou un historiador grec que va viure en temps de Pèricles i era contemporani de Trasímac de Calcedònia i de Polus d'Agrigent. L'esmenten Aristòtil i Vossius (De Historicis Græcis. p. 36, ed. Westermann).